# Alex Howes
Alex Howes (Golden, 1 januari 1988) is een Amerikaans wielrenner en voormalig veldrijder. 
In 2004 nam Howes deel aan de zowel Amerikaanse kampioenschappen veldrijden als de Amerikaanse kampioenschappen op de weg, beide bij de nieuwelingen. In de veldrit werd hij derde, in de wegwedstrijd tweede.
In 2005 deed hij opnieuw mee aan de Amerikaanse veldritkampioenschappen, ditmaal bij de junioren, en werd tweede. In 2009 won hij de wegwedstrijd bij de beloften.
Howes werd in 2019 Amerikaans kampioen op de weg door in de sprint Stephen Basset en Neilson Powless te verslaan.

## Overwinningen
2009
 Amerikaans kampioen op de weg, Beloften
4e etappe Ronde van Utah
2012
2e etappe Ronde van Utah (ploegentijdrit)
2014
7e etappe USA Pro Challenge
2017
Bergklassement Ronde van het Baskenland
1e en 5e etappe Cascade Cycling Classic
2e etappe Colorado Classic
3e etappe Ronde van Alberta
2019
 Amerikaans kampioen op de weg, Elite

## Resultaten in voornaamste wedstrijden
| Jaar | Ronde van Italië | Ronde van Frankrijk | Ronde van Spanje |
| ---- | ---------------- | ------------------- | ---------------- |
| 2012 |                  |                     |                  |
| 2013 |                  |                     | 93e              |
| 2014 |                  | 127e                |                  |
| 2015 |                  |                     | 129e             |
| 2016 |                  | 131e                |                  |
| 2017 | 136e             |                     |                  |
| 2018 |                  |                     |                  |
| 2019 |                  |                     |                  |
| 2020 |                  |                     |                  |
| 2021 |                  |                     |                  |

| Jaar | Milaan-San Remo | Amstel Gold Race | Luik-Bast.‑Luik | Ronde van Lombardije | Brabantse Pijl | Waalse Pijl |  | WK op de weg |  | Wereldranglijsten |
| ---- | --------------- | ---------------- | --------------- | -------------------- | -------------- | ----------- |  | ------------ |  | ----------------- |
| 2012 |                 | 30e              | 47e             | opgave               | 6e             | 130e        |  | 64e          |  |                   |
| 2013 | 110e            | opgave           | opgave          | opgave               |                | opgave      |  | 31e          |  |                   |
| 2014 |                 | 35e              | 82e             |                      | 42e            | 38e         |  | 30e          |  |                   |
| 2015 |                 | 112e             | 100e            |                      |                | 111e        |  | 12e          |  |                   |
| 2016 |                 | 32e              | 21e             |                      |                | 82e         |  |              |  |                   |
| 2017 |                 | 25e              | 68e             |                      | 73e            | 83e         |  | 53e          |  | 330e (UWT)        |
| 2018 |                 | 66e              | 69e             |                      |                | 88e         |  |              |  |                   |
| 2019 |                 | 74e              |                 |                      | opgave         | opgave      |  | opgave       |  |                   |
| 2020 |                 |                  | opgave          |                      |                | 125e        |  |              |  |                   |
| 2021 |                 | 87e              | 99e             |                      | 67e            | 99e         |  |              |  |                   |

## Ploegen
- 2007 –  Team Slipstream
- 2009 –  Garmin-Slipstream (stagiair vanaf 1-8)
- 2011 –  Chipotle Development Team
- 2012 –  Garmin-Sharp
- 2013 –  Garmin Sharp
- 2014 –  Garmin Sharp
- 2015 –  Team Cannondale-Garmin
- 2016 –  Cannondale-Drapac Pro Cycling Team [a]
- 2017 –  Cannondale Drapac Professional Cycling Team
- 2018 –  EF Education First-Drapac
- 2019 –  EF Education First Pro Cycling
- 2020 –  EF Education First Pro Cycling
- 2021 –  EF Education-Nippo
- 2022 –  EF Education-EasyPost (tot 31/07)

1. ↑  Tot 30 juni heette de ploeg Cannondale Pro Cycling Team, maar na het aantrekken van Drapac als cosponsor werd de naam per direct veranderd.